# Stara Lipa, Črnomelj
Stara Lipa este o localitate din comuna Črnomelj, Slovenia, cu o populație de 91 de locuitori.